# Y世代
Y世代（ワイせだい）、ジェネレーションY（英: Generation Y）とは、明確な定義は存在しないが、概ね1980年代から1990年代（中期あるいは後半頃）に生まれた世代を指すことが多い。インターネット普及前に生まれた最後の世代で、幼年期から思春期にIT革命を経験した。X世代の次の世代であるため「Y」の名が付けられた。
ミレニアム（新千年紀）が到来した2000年以降に社会に進出する世代という意味で、ミレニアル世代（英: Millennial Generation）、あるいはミレニアルズ（英: Millennials）と一般的に呼ばれている。

## 特徴
ベトナム戦争終結後（1975年）からベルリンの壁崩壊（1989年、冷戦終結）を経てアメリカ同時多発テロ事件（2001年9月）前までの時代に生まれた世代である。アメリカのミレニアル世代は、一桁台から10代でソビエト連邦の崩壊とグローバル資本主義に遭遇したため、プレカリアート（非正規雇用労働者）の多い世代である。
第二次世界大戦の終結後に生まれたベビーブーマーの子供世代（エコーブーマー、英: echo boomers）であり、「親が2人とも第二次大戦後生まれ」の子供たちである。日常生活のデジタル化の初期段階からIT革命を体験した世代であり、アナログ的な手段に理解を示しながらもデジタルデバイスを好む傾向にある。Web2.0時代が到来してからは、電子掲示板やブログ、Twitter、Instagramなどに積極的に参加し、オンラインを前提とした新しいカルチャーを形成して来た。いくつかの国際的な研究センターでは、世代Yを1980年から1994年に生まれたものと定義している。
例えば、1980年代に生まれた子供は幼少期に冷戦の終結と社会主義の没落に遭遇し、思春期を迎えるティーンエイジャーの頃にインターネットの爆発的普及を経験し、同時にキャッチアップも進めて来た。このため、インターネットを駆使して活躍する者が多いといわれている。また、成人を迎える頃にはアメリカ同時多発テロ事件に遭遇しており、政府の経済や社会政策への介入を肯定的に見る者が多い世代でもあり、バラク・オバマを大統領に当選させる原動力にもなった。不正を嫌う傾向にあり、アメリカ国家安全保障局 (NSA) が秘密裏に行ってきた個人情報収集の手口を告発したことで、世界から注目を集めたエドワード・スノーデンもこの世代である。
一方、1990年代にはインターネットの普及と共に高校生や大学生といった若者の間で麻薬などのドラッグが広まった。それにより犯罪を犯し、刑務所から出所後も就職できずに再びドラッグの乱用や犯罪を繰り返す若者が急増し、彼らは「新たな失われた世代 (New Lost Generation)」とも呼ばれるようになった。
1980年代末から1990年代においては技術的な限界からアナログ的な手段も多用されていたが、幼少期からテレビゲームやCDを始めとしたデジタル化された生活に慣れ親しみ（デジタルネイティブ）、成長期から青年期に携帯電話やパソコン、インターネットに触れ始め、それらの進化と共に成長したため（詳細は後節）、以前の世代とは価値観やライフスタイルなどに隔たりがあるとされる。少なくとも、オンラインでのデータのやり取りを前提として生活しており、何事にも新しさとスピードを追い求めるため、昔ながらのオフライン中心の生活（インターネットのない環境）には退屈する傾向を持つと言える。この世代でアナログ的で面倒な手段を楽しむ懐古趣味的なブームも起きているが、それもオンラインありきでの付加的な娯楽として楽しまれているに過ぎない。当該世代ではIT業界の人気が高く、第四次産業革命 (4IR) の最初期の段階であるデジタルトランスフォーメーション (DX) の担い手にもなっている。
次の世代であるZ世代以降が該当するiGen（スマホ世代）への過渡期に当たる世代で、スマホの有無がiGenとの決定的な違いである。この世代の後半がティーンエイジャーであった2000年代にはパソコンは一般家庭にもかなり普及しており、テキスト・チャットやSNS、電子掲示板 (BBS) も使われていた。Facebook、Flickrの登場は2004年、Twitterの登場は2006年、WhatsAppの登場は2009年、カカオトークの登場は2010年である。ただしパソコンは高価であったため気軽に使えない家庭も多かった。

### デジタル機器やインターネットとの関わり
この世代の最大の特徴は史上初のデジタルネイティブ世代ということである。インターネットによる情報流通の民主化と文化革命が達成された瞬間を体験しているため、環境変化への適応力が高い。Y世代は人生の全てにわたって、パソコンの普及から生成AIブーム（将来的には技術的特異点）までの、デジタル化という意味では人類史上例を見ない加速度的な世の中の変化を目の当たりにした世代である。

#### 1990年代：空前のマルチメディアブーム
この世代が幼少期に経験した1980年代末から1990年代末という時代は、マルチメディアブームの時代に当たる。この時代、最先端ではゲーム機以外にも、CGワークステーション、GUI搭載パソコン、CD-i、ビデオCD、PDA、VR機器などインタラクティブ性を売りにする多種多様なマルチメディア機器が発売され、インターネットが民間に開放されると共に、当時の覇権国であるアメリカ合衆国のクリントン大統領とゴア副大統領も情報スーパーハイウェイ構想を発表する（この当時の中国は発展途上にありIT国家ではなかった）など、電子情報の流通や利活用に対して全世界的に期待が集まっていた。しかし、当時のインターネットは回線速度が低速度（ナローバンド）で利用料金が高額であり、文章閲覧や低解像度の画像閲覧という用途でしか実用的で無く、端末となるマルチメディア機器の値段は総じて数十万円以上と高価であると共に、家庭用の機器は性能も低かった。動画については画面解像度がVHS未満かつフレームレートも15fps程度しかなく、提供されるコンテンツも実験的な物ばかりで、品質は格段に低かった。
この当時のマルチメディア機器は何でも出来るという多機能性を売りにしていたが、商品としては焦点が定まらなくなり、ユーザーにとっては何が出来るかが分かりにくくなり、技術的な限界もあって各機能単体で見た場合に性能が貧弱になり実用性にも乏しいという結果になった。その後、既に普及して一般にも理解されていたゲーム機が性能競争の過程で文字、音声、静止画、動画、CGの全てに対応し、ゲームクリエイターが際限なく高度なエンターテインメントを志向してコンテンツ開発を続けた事で、コンピュータゲームとしてマルチメディアを一般化させた。MacintoshのMYSTや3DOのDの食卓といったアドベンチャーゲームは最初期のマルチメディアの成功例として有名である。1994年にPlayStationやセガサターンが登場し、大手ゲーム会社が参入すると、ゲームとしてマルチメディアの完成度が高められた。1997年のファイナルファンタジーVII (FF7) の大ヒットで、ゲームにおけるポリゴンと動画の融合については完成したと言える。1998年のドリームキャストはインターネット接続機能を搭載した、初めてのゲーム機となった。
この時代、趣味層はパソコン通信で一足早くオンライン生活に移行していた。

#### 1995年：インターネットの民間開放
1995年にインターネットが民間に開放された後、Windows 95が発売され、コマンド入力が不要のマウス操作やインターネット接続対応を売りにした事で、一般家庭にもパソコンが普及し始めた。この当時の教育機関では家庭に先駆けてインターネット接続環境が普及し、パソコン授業でインターネットに触れる児童が初めて現れた。しかし、一般家庭においてはインターネット接続は電話回線経由が主流で、得られる情報に比してコストが高く付いたため、まだマニアの娯楽として認識されていた。しかし、先進的なIT企業によりWWWブラウザの開発は盛んに行われ、先進的なコンテンツクリエイターの間ではオンラインのマルチメディアを実現するWWW (World Wide Web) の活用について注目が集まった。インターネットは通信技術の総体であるが、一般層においてはマルチメディアの流行の一部として認識され普及が始まって行った。マスメディアから一方的に情報を受け取るしかなかった生活から、Webサイトで世界への情報発信が瞬時に行えるよう変化する事が一般人にとっては大きな衝撃であり、以後想定される社会の変化から一般人もパソコンに必要性を感じるようになって行った。

#### 1990年代の一般人の生活
1990年代を通して、一般家庭ではマルチメディアやインターネットの流行を知りながらも、機器が高価で一般受けするコンテンツにも欠けていたため、アナログ的あるいは貧弱なデジタル的手段であるブラウン管テレビ、ビデオテープ、カセットテープ、CD、ラジオ、フィルムカメラ、葉書、固定電話、公衆電話、ポケベルなどを多用せざるを得なかった。情報伝達は未だに中央集権的に行われ、一般人が遠隔地の情報を得る手段は新聞や雑誌、テレビなどのマスメディアが中心で、一般人が自身の情報を広く公開することは殆ど不可能であった（他者との電気的な通信手段は専ら1対1の固定電話に限定され、これまでの世代と同様、電話に出た家族を通して話したい相手に電話を引き継いで貰うという形で行われた。当然の事ながら、SNSで行われるような不特定多数との交流は不可能であった。また、人同士の待ち合わせも同様で事前に連絡したランドマークとなる建物の周辺に集まるようにして行われていた）。従って、この世代はITデバイス、インターネットによる文化的革命（IT革命）が起きる以前の中央集権的で縦割り型な世界を経験した最後の世代であり、ITデバイスの急速な普及、1990年代前半から始まったインターネットの急速な普及もリアルタイムに体験して育ってきた変革期の世代でもある。

#### 2000年代前半：パソコンと携帯電話の普及
2000年代前半は常時接続が一般家庭に普及し、パソコンが大幅に安価になった時代である。ティーンエイジャーも携帯電話を持ち始め、メール交換を楽しんだ。一般家庭の回線速度も急激に伸び始めた。デジタルカメラやDVDやMDも普及した。従来のアナログデバイスは掛かる手間が大きく、徐々に見向きされなくなって行った。CGIの活用が進み、多数の企業により商業目的でWebアプリが作られるようになった。各家庭においても個人サイト開設が広く行われるようになり、FLASHコンテンツ、電子掲示板 (BBS) やブログも一般に広まり始めた。ネットを通したリアルな出会いや物を授受することにリスクを感じている人が多く、出会い系サイトやECサイトはまだ活用が進んでいなかった。

#### 2000年代後半：スマートフォン・SNS・動画共有サイトの始まり
2000年代後半に至り、現在の生活の原型が現れ始めた。2005年にYouTubeがサービスを開始した。2006年にTwitterがサービスを開始した。2008年にiPhone 3Gが発表され、スマートフォンとして初めて大ヒットした。これらが相互作用することによって、一般人の情報交換がより手軽な物になって行った（Web 2.0の普及）。その流れから一般人でありながら大きな影響力を持つインフルエンサーが数多く現れる事になった。オンラインゲームで男女が出会い、カップルになるといった、オンライン経由での出会いが認知されるようになった時代でもある。

##### インターネットインフラの再編
インターネットトラフィックは従来のTier-1 ISP（NTTコミュニケーションズ，AT&T，Verizon，Liberty Global等）ではなく、大量のコンテンツを保持するhyper giants（Limelight，Facebook，Google，Microsoft，YouTube，Akamai等の総称）に集中するようになった。コンテンツプロバイダが自社内に巨大な自律システムを構築するようになり、Tierで明確に分けられていたインターネットの階層構造が崩れた。2000年代後半当時、携帯電話やスマートフォン等の移動体通信を介したインターネット利用は通信速度が遅い割にパケット代が高額で敷居が高く、オープンLANも広く普及していなかった。従って、この当時のインターネットアクセスポイントは専ら自宅か勤務先のLANに限定されており、モバイル端末からインターネットへの直接的な画像・動画投稿も殆ど存在しなかった。2006年頃よりオンラインを前提としたクラウドコンピューティングが騒がれ始めたが、基盤技術となる通信や仮想マシンの性能・安定性の面で、懐疑的な意見も数多く飛び交っていた。

#### 2010年代：ビッグデータとAIのブーム・インフルエンサーの増加・米中冷戦時代への突入
4Gの登場で高速な移動体通信を介したインターネット接続が安価に利用できるようになり、モバイル中心の社会となった。また、クラウドコンピューティングが実用段階に入り、多種多様なサービスの急速な発展を下支えした。この変化により、オンラインの人気者が増々社会に台頭するようになって行く。例えばYouTuberやアルファツイッタラー等の出現である。同時に多数の利用者がアップロードするデータによりビッグデータが形成され、AIが実用的になり普及を開始した。結果として、チャットボットやスマートスピーカーやデジタルサイネージを活用したAI案内所等が広く実用化され、バーチャルなキャラクターとの対話で情報を得られる時代となった。IT国家として中国が急速に台頭し、AIや5Gを巡って米国との間で過激な争いを展開するようになった。複雑な問題に急速に対処するという意味で、AIやスパコンによるシミュレーション環境が重要な社会インフラと化した。環境破壊により異常気象や新型ウイルスの流行が頻発するようになった。

#### 2020年：コロナ・ショック
2020年に始まった新型コロナウイルス (COVID-19) のパンデミックの際には、人類始まって以来続けられてきた対面での集会が禁止され、全社会的なテレワーク移行が起きた。この世代の中でも、社会人数年目以内といった若年期に体験している者がいる。この時代、マルチメディアやインターネットは成熟し、テレワークにも十分耐えうるものに進化していた。大部分の人間関係はオンライン化され、ノマドワーカー的な労働者も徐々に増加している。ITの急速な進歩は続いているが、未だAIが人間の仕事を置き換えるには至っていない。

#### 2022年：生成AIブームの始まり
2022年11月30日のChatGPTの登場により人間に近い応答を返す質問応答システムが世界的に利用されるようになった。2022年を起点として、第3次AIブームは生成AI（特に大規模言語モデル（LLM））ブームへと移行した。インターネットの進歩・普及と共に成長したY世代は生成AIの開発や業務活用を担う世代となった。

### 時代の移り変わり
この世代においては下記のように、生活の前提を覆す程の大きな変革が起きた。下記の変化はアナログ社会からデジタル社会への移行として語られる事が多い。

#### マルチメディアと通信の進歩
誕生時にはすでにあらゆるものにおいてデジタル化の黎明期であった世代のため、アナログな手法に触れながらも著しいデジタルへの移行を経験してきた｡特に通信技術、オーディオ&ビジュアルに関しては｢固定電話、磁気テープ､銀塩フィルムからスマホへ｣の激動の変遷期を経験してきた世代と言える。
- 据え置きゲーム機の表現方法については2D、ローポリゴン3D、写実的3Dと移り変わった。一方、携帯ゲーム機の表現方法については白黒2D、カラー2D、ローポリゴン3D、写実的3Dと移り変わった。そして、ゲームハード自体もゲーム専用機、携帯電話ゲーム、AR、VRなどと多様化していった。
- 映像・音声コンテンツのメディアの主流が磁気テープ(カセットテープやVHSを始めとするビデオテープ等)から光学ディスク(CD､DVDからBD等)を経て半導体メモリ(SDカード､USBフラッシュ、SSD等)へと移り変わり、そのコンテンツの供給方法これら物理メディアを介した方法から各種配信サービスに変化した。
- 音楽再生装置については、生まれた時には既にレコードがシェアを失っていた時代で、CD、カセットテープ、大型ステレオ、ラジカセが普及していた。その後に小型コンポ、MDと順次移行してデジタルオーディオプレーヤー､特にiPodが流行した後、iPhoneが登場して音楽プレーヤーはスマートフォンのアプリとなった。
- スチルカメラに関してもデジタルカメラの登場により銀塩フィルムカメラが駆逐され､さらにはカメラ付きケータイの登場を経験した。
- 通信手段については固定電話しか普及していなかった時代を経て、ポケベルに続いて、携帯電話（後にフィーチャーフォン〈ガラケー〉と呼ばれる）やインターネットが普及した｡
  - そしてこれらの利用はハードの高性能化とアプリの発展によりスマートフォンに代替されるようになり、もはや｢ネットもゲームもビデオウォークマンもデジカメも､スマホひとつで事足りる｣ようになっていった。
- ネット文化については最も早くとも1990年代半ば以降に学校や公共施設で触れた企業サイト、個人サイト、電子掲示板、FLASHが人生で最初に経験したネット文化であり、思春期から青年期を迎えた2000年代前半〜中盤には家庭にインターネットが普及し、Web 2.0のサービスであるブログ、SNS、動画共有サービスに触れ始めている。長いネット生活により、どんな疑問もネット検索で解決する癖が付いており、長大な書籍は利用しない傾向にある。
- ハイパーテキストシステムのWorld Wide Webは1989年に開発されたが、単なるマルチメディアの流行に留まらず、消費者向けサービス展開や業務アプリケーション開発でも必須の技術となり、企業の生き残りをも左右するようになった。特に、あらゆる手続きを劇的に効率化するオンラインとクラウドコンピューティングの急速な普及により、2025年以降の企業の生き残りにおいて、デジタルトランスフォーメーション (DX) を達成することが必須であると社会全体で考えられるようになった。

#### 社会機能の分散化
- これまでの一般的な消費経済とは異なる、シェアハウス、レンタサイクル、カーシェアリング、クラウドファンディングなどといった共有経済（シェアリングエコノミー）が2000年代後半より注目されるようになった。20代から30代を迎えた2010年代にはビッグデータ時代に突入し、第四次産業革命 (4IR) の波も訪れた。第四次産業革命の最初期であるデジタルトランスフォーメーションについても全く違和感なく受け止めている。
- 国ごとに事情は異なるが、20世紀以降の資本主義的な経済活動の負債として、各先進国で少子高齢化と経済格差が顕在化し、地球温暖化による異常気象が日常生活を脅かすようになった。また、チェルノブイリに始まり福島に至るまで、原子力発電所の重大な事故も何回か報じられている。その影響か、資本主義や大量消費よりも共有経済とエコロジーを好む傾向にある。
- 超大国同士であるアメリカ合衆国とソビエト連邦（ソ連）の冷戦が終わり、国際テロリズムの脅威に晒されるようになった。抑止力ではなく、実際に武器を使用するという意味では、国家間戦争よりも、アルカイダやISILなどとの戦いが盛んに報じられている。
- 様々な新興国が急速に成長し、その中でも中国の台頭の結果として、米中貿易戦争が起きた。
- グローバル化の進展に伴い、人間にとって有害な外来種の移入や感染症のパンデミックの危険が増加した。SARSや新型インフルエンザなど何度もパンデミックが起きたが、2020年に発生した新型コロナウイルス (COVID-19) のパンデミックの際には、感染者の把握が難しいため、人類始まって以来続けられてきた対面での集会が禁止され、全社会的なテレワーク移行が起きた。この時、2000年前後のIT革命に始まり、20年掛けて整備されてきた通信インフラがフル活用され、社会機能の分散化が加速した。

## ジェネレーション・レフト
欧米ではZ世代と合わせてジェネレーション・レフト（左派世代）と呼ばれる経済格差や気候変動、ジェンダー問題、ポリティカル・コレクトネス、ブラック・ライヴズ・マター、ヴィーガンなど左派的活動を行う者が目立つとされる。学校等で左派的教育を受け続け、旧ソ連型の体制を知らないミレニアルやＺの若い世代は社会主義に負のイメージがなく、資本主義体制に失望するほど左派に傾倒。世論調査会社ユーガブの19年の調査によると「社会主義の候補者に投票するか」との問いにZ世代の64％、ミレニアル世代の70％が「投票の可能性が高い」と答えた。16年の大統領選の民主党候補者選びでは民主社会主義者バーニー・サンダース旋風に一役買った。
左派系知識人やマスメディアでは欧米のジェネレーションレフトを賞賛し、同じように日本の同世代が「目覚める」ことを期待する言説もある。
日本の同世代は、左派系労組日教組も協力したゆとり教育を受けているが、学生の年齢になってもそれほど左派運動は目立たず、投票率自体下がっている。日本では2010年代にSEALDsが「若者世代の代表」と主張されたことがあったが、実際には高齢世代がの参加が目立ったとの批判がある。関西大学の2020年の調査によると、2015年の安保デモに「よい印象」を持っているのは若い世代ほど低く、20代では4%である。結果、平成時代の政治運動では世代交代はあまり起きず、SEALDsを除いてひとまわり前の1970年前後、1965年から1975年生まれの世代が中心となった。このため平成末期になると日本ミレニアルは保守的であるという論も起きた。

## アメリカ以外でのY世代
育った時代背景については「冷戦#ポスト冷戦時代（1991年-1990年代前半）」を参照のこと。
アメリカ以外でも、1980年代から1990年代に生まれた世代は「Y世代」や「ミレニアル世代」（ミレニアルズ）と呼ばれることがある。
日本のY世代も概ね1980年代から1990年代半ばあるいは後半生まれを指す。概ねしらけ世代（1950年代から1960年代前半あるいは半ば生まれ）の子供世代に相当する。このうち前期は「氷河期世代」（概ね1975年度 - 1981年度生まれ）にも該当するが、この他に「ロストジェネレーション」（アメリカではY世代の曽祖父母世代を指す言葉でもある）と呼ばれることも多い。1982年度から1986年度生まれには、「キレる17歳世代」、「プレッシャー世代」、「ミニマムライフ世代」などとも呼ばれる。さらに近年では幼少期〜青年期よりインターネットが身近にあって、それ以前と価値観や消費行動などが大きく異なる世代でもある「ミレニアル世代」（ミレニアルズ）という用語を日本における同時期の世代に当てはめて使用するケースもあり、また価値観などが類似している「さとり世代」に当てはめられることもある。
ロシアのY世代（ミレニアル世代）は、一桁台〜10代でソ連崩壊に遭遇し、グローバル資本主義による不況（ロシア財政危機）に巻き込まれたことから、ウラジーミル・プーチンの反米・大国路線を支持する者が多いという。
また、韓国のY世代（ミレニアル世代）は「88万ウォン世代」とも呼ばれており、10代でアジア通貨危機に遭遇したためにプレカリアートが多く、金大中政権が敷いた新自由主義に反発するが故に、李明博（ハンナラ党）を大統領に当選させる原動力にもなった。